# 布蘭特原油

至2016年初為止的走勢

布蘭特原油（英語：Brent Crude），又译布伦特原油，是一種國際原油評價觀測體系，屬於甜油（低硫原油），用來衡量油價高低，也是世界目前最主要也廣泛的被採用、參考最多的油價數字。
布蘭特原油又稱北海石油，因為它是採用歐洲北海生產以及在西歐提煉的石油產品為觀測標的，品質略低於西德州原油，但交易者主要是鄰近的歐洲多國，布蘭特原油市場也部分銷往美國、北非。其中油商不少是出自世界工業老牌國家，又介入了各國不同民情和發展程度，造成其有客觀性，其產品含硫量為0.37%適合提煉汽油、柴油與飛機燃油。
目前國際上不成文的約定，從中東、非洲輸往西方的原油均依照布蘭特原油訂價，其與OPEC自製的油價指數有連動關係。橫跨歐亞的其他廠商，例如俄羅斯、中東和亞洲其他地區的原油生產商也是以它為參考指標。
布伦特原油得名于苏格兰布伦特油田。